# Барбара Новаковић
Барбара Новаковић (Ријека, 15. јун 1986) српска је књижевница, песникиња и преводилац. Студирала је немачки језик и књижевност на Катедри за германистику Филозофског факултета у Новом Саду.
Године 2014, победила је на престижном конкурсу за прву књигу. Матице српске, те јој је као награда штампана збирка поетске прозе Зов океана.
Друга књига поезије Безгрешно зачета објављена јој је 2022. године у издању издавачке куће Поетикум из Краљева, а 2024. године, у истом издању, и трећа књига поезије Најдужа молитва.
Поред награде Прва књига, добитница је и Треће награде за кратку причу на Међународном фестивалу поезије и кратке приче младих „Раде Томић“ 2013. као и Друге награде за кратку причу на Међународном фестивалу поезије и кратке приче младих „Станислав Препрек“ исте године.
Носилац је и Сребрне повеље за квалитет песничке креације за 2022. годину, коју додељује Удружење за културу Нова свјетлост из Сарајева. Добитница је Треће награде за поезију „Zheng Nian Cup” 2023. на Националном такмичењу за књижевност, калиграфију, сликарство и фотографију у Кини, коју организују Изложбена сала кинеских уметника и Пекиншки институт за кинеску културу Zheng Nian.
Лауреаткиња је престижне песничке награде Печат вароши сремскокарловачке 2024. године за књигу Најдужа молитва, коју још од 1967. године додељује Бранково коло у Сремским Карловцима за најбољу песничку књигу на српском језику објављену између две манифестације.
Као књижевни преводилац преводи и у књижевним периодикама објављује до сада на српски језик никада непревођену прозу и поезију немачког нобеловца Хермана Хесеа, али и поезију и прозу Рилкеа, Брехта, Кафке. Пише и кратке приче као и радове из области теорије књижевности.
Поезија јој је превођена на енглески, шпански, мађарски и кинески језик и објављивана у бројним књижевним периодикама, зборницима и антологијама у региону.
Члан је Српског културног и просвјетног друштва Просвјета и Удружења књижевника Републике Српске.

## Награде
- Награда „Раде Томић”, Међународни фестивал поезије и кратке приче младих, 2013.
- Награда „Станислав Препрек”, Међународни фестивал поезије и кратке приче младих
- Прва књига Матице српске за 2014. годину
- Сребрна повеља за квалитет песничке креације за 2022, Сарајево
- Награда за поезију „Zheng Nian Cup” 2023. Пекинг, Кина
- Награда Печат вароши сремскокарловачке 2024.

## Дела
- Зов океана. 2014.  978-86-7946-137-7
- Безгрешно зачета. 2022.  978-86-81722-89-3
- Најдужа молитва. 2024.  978-86-6162-059-1